# 1156
Високе Середньовіччя •  Золота доба ісламу •  Реконкіста •  Хрестові походи •  Київська Русь

## Геополітична ситуація
Візантію очолює Мануїл I Комнін (до 1180). Фрідріх Барбаросса є імператором Священної Римської імперії (до 1190), Людовик VII Молодий королює у Франції (до 1180).
Апеннінський півострів розділений: північ належить Священній Римській імперії, середню частину займає Папська область, більша частина півдня належить Сицилійському королівству. Деякі міста півночі: Венеція, Піза, Генуя тощо, мають статус міст-республік.
Південь Піренейського півострова в руках у маврів. Північну частину півострова займають християнські Кастилія, Леон (Астурія, Галісія), Наварра та Арагонське королівство (Арагон, Барселона). Королем Англії є Генріх II Плантагенет (до 1189). Данія розділена між Свеном III та Кнудом V (до 1157).
У Києві править Юрій Довгорукий (до 1157). Ярослав Осмомисл княжить у Галичі (до 1187). Новгородська республіка фактично незалежна. У Польщі період роздробленості. На чолі королівства Угорщина стоїть Геза II (до 1162).
На Близькому сході існують держави хрестоносців: Єрусалимське королівство, Антіохійське князівство, графство Триполі. Сельджуки окупували Персію та Малу Азію, в Єгипті владу утримують Фатіміди, у Магрибі Альмохади, у Середній Азії правлять Караханіди та Каракитаї. Газневіди втримують частину Індії. У Китаї співіснують держава ханців, де править династія Сун, держава чжурчженів, де править династія Цзінь, та держава тангутів Західна Ся. На півдні Індії домінує Чола. В Японії триває період Хей'ан.

## Події
- Київський князь Юрій Довгорукий разом із галицьким князем Ярославом Осмомислом та смоленським князем Ростиславом Мстиславичем взяли в облогу Володимир, де сидів Володимир Мстиславич, але не мали успіху.
- Імператор Фрідріх Барбаросса видав патент Privilegium Minus, який надав Австрії статус герцогства.
  - Австрійський герцог Генріх II Бабенберг переніс свою столицю у Відень.
- Барбаросса видав указ, за яким броварні, що виробляли неякісне пиво, мали каратися штрафами.
- В Апулії спалахнуло повстання, і висадилися візантійські війська. Сицилійський король Вільгельм II Злий придушив повстання і прогнав візантійців.
- Князь Антіохії Рено де Шатільйон пограбував Кіпр.
- Після вбивства Сверкера Старшого у Фінляндії, Ерік Єдвардсон залишився єдиним королем Швеції.
- Засновано Орден кармелітів.
- У Японії почалася смута Хоґен.